# Pierre Ayma
Pour les articles homonymes, voir Ayma.
Pierre Ayma (né le 30 octobre 1941 aux Andelys et mort le 20 mars 1998 à Cavaillon) est une personnalité du cinéma d'animation.

## Biographie
Pierre Ayma créa en 1975 le département Cinéma d'animation du CFT Gobelins (devenu depuis Gobelins, l'école de l'image), la principale école française de formation aux métiers de l'animation. 
En vingt ans, grâce à Pierre Ayma, cette école a acquis une réputation internationale, formant des animateurs d'exception qui ont trouvé leur place au sein de studios aussi prestigieux que Disney, Universal, Hanna Barbera, Pixar ou Dreamworks.
Dès 1993 il apporte son concours à Alain Séraphine dans la création de l'Institut de l'image de l'océan Indien, centre de formation en cinéma d'animation et dans la création du studio d'animation Pipangaï, PMMP et Gaumont en seront les premiers clients.
Il a été également associé durant plusieurs années au Concours international de projets du Festival international du film d'animation d'Annecy ainsi qu'au Forum cartoon.

## Hommages
- Animation World Magazine, lui rendit hommage en 1998 avec le concours de nombreuses personnalités de l'animation[2]
- La Faculté de la ville du Port à l'île de La Réunion porte son nom
- Un hommage en son honneur a eu lieu lors du 7e Carrefour de l'image de l'océan Indien en décembre 2007